# Louis Nicod de Ronchaud
Pour les articles homonymes, voir Nicod (homonymie).

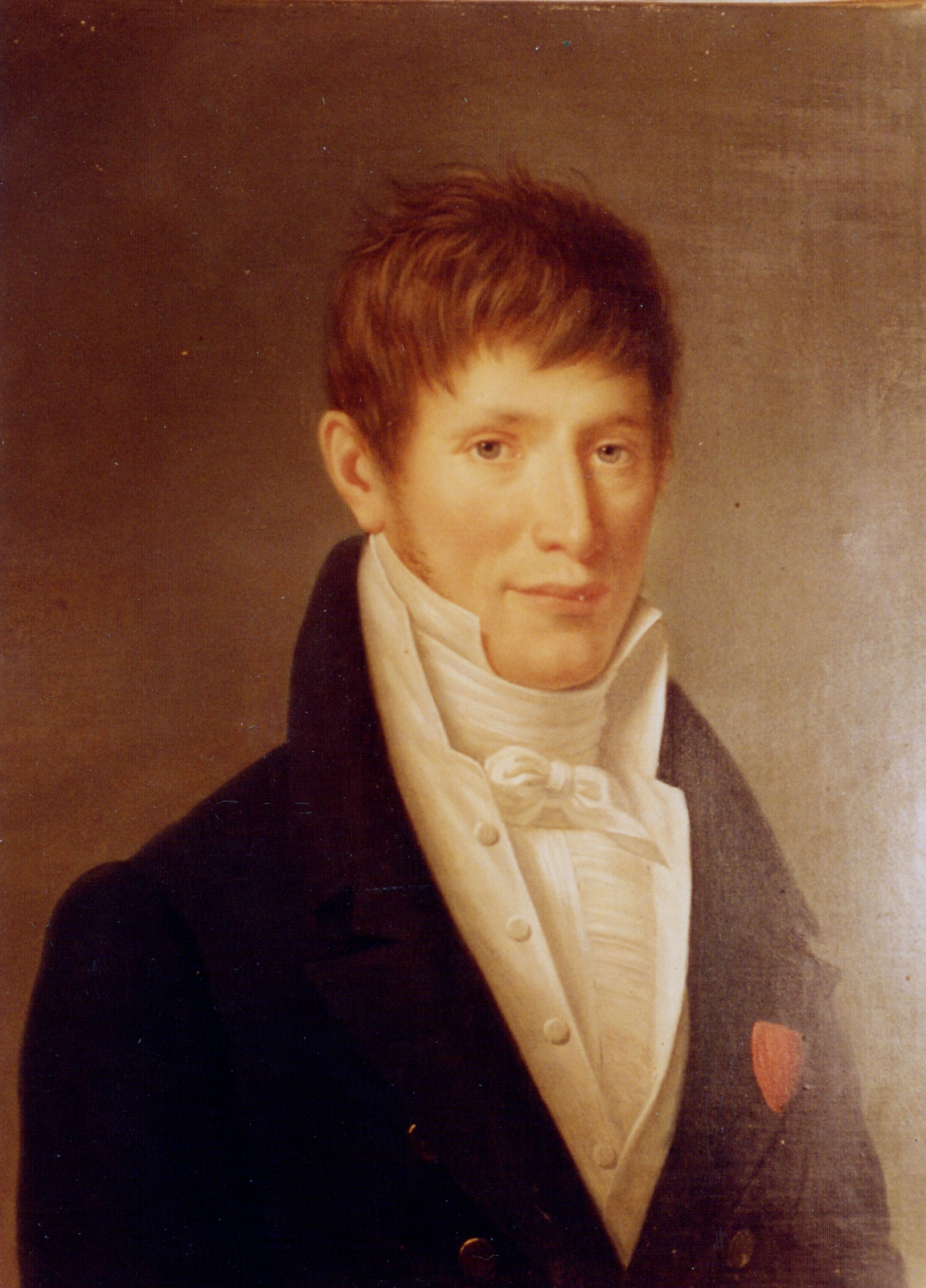
Tableau présent au Chateau de Ronchaud à St Lupicin en 1917

Louis-François Nicod de Ronchaud (9 décembre 1816, Lons-le-Saunier - 28 juillet 1887, Saint-Germain-en-Laye), est un historien français.

## Biographie
Fils de Joseph-Alexis Nicod de Ronchaud, il suivit des études en Suisse et devint l'ami et le disciple de Lamartine. Il se lia également avec la comtesse d'Agoult et le baron d'Eckstein.
Inspecteur des beaux-arts en 1872, il devient secrétaire général des Beaux-Arts, ainsi que directeur et administrateur des Musées nationaux de 1881 à 1887. Cofondateur de l'École du Louvre, il en est le directeur de 1882 à 1887.
Il collabora à la Revue de Paris,  la Revue Moderne et la Gazette des beaux-arts. 
Il était membre de la Société centrale des architectes et de la Société des amis des monuments parisiens.
Il fut conseiller général républicain du Canton de Moirans-en-Montagne (Jura).

## Publications
- Premiers chants. Poésies par Louis de Ronchaud (1839)
- Les Heures, poésies (1844)
- Phidias, sa vie et ses ouvrages (1861)
- Études d'histoire politique et religieuse (1872)
- La politique de Lamartine. Choix de discours et écrits politiques, précédé d'une étude sur la vie politique de Lamartine (1878)
- Le Filleul de la mort, fabliau lorrain mis en vers par Louis de Ronchaud (1880)
- Poèmes dramatiques (1883)
- La Tapisserie dans l'antiquité. Le péplos d'Athéné, la décoration intérieure du Parthénon restituée d'après un passage d'Euripide (1884)